# Eduard van Beinum

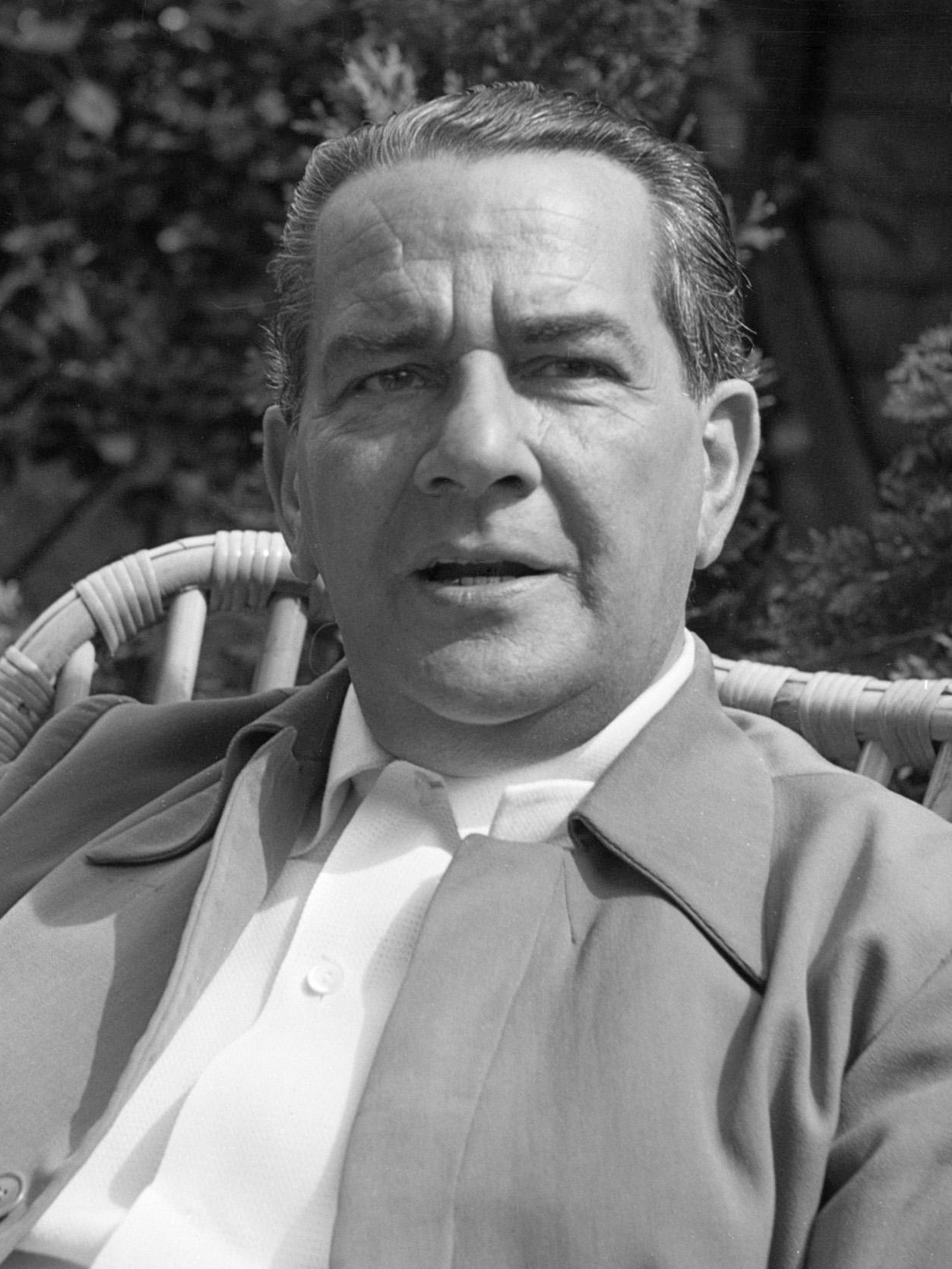
Eduard van Beinum (1954)

Eduard Alexander van Beinum (* 3. September 1900 in Arnhem; † 13. April 1959 in Amsterdam) war ein niederländischer Dirigent.

## Leben
Eduard van Beinum begann als Bratscher in der Arnhemse Orkestvereniging, wo schon sein Vater Kontrabass und sein Bruder Geige spielte. Außerdem spielte er Klavier und trat sowohl solo wie auch mit seinem Bruder zusammen auf. Er wurde zunächst Dirigent des Haarlem Symfonieorkest (1927–31), das er zu einem höheren Standard führte. 1929 erhielt er die erste Einladung des Concertgebouw-Orchesters Amsterdam, 1931 rückte er dort auf die freigewordene Stelle des Zweiten Dirigenten. Van Beinum wurde schnell von den Orchestermusikern verehrt, da er sie als Partner sah und ihnen nicht seinen eigenen Willen aufzwang wie Chefdirigent Willem Mengelberg. Das Publikum war zu dieser Zeit allerdings weniger von van Beinum überzeugt, da sie eine unbedingte Persönlichkeit wie Mengelberg gewohnt waren und auch van Beinums objektive Lesarten im Verhältnis zu Mengelbergs kalt und oberflächlich fanden.
Van Beinum erhielt laufend Angebote für Chefdirigentenposten anderer niederländischer Orchester; als 1937 das Residentie Orkest Den Haag, das als das zweitbeste in den Niederlanden nach dem Concertgebouw-Orchester galt, anfragte, war van Beinum zunächst nicht abgeneigt. Die Musiker und die Verwaltung des Concertgebouw-Orchester wollten ihn aber unbedingt halten und machten ihn zum Zweiten Chefdirigenten neben Mengelberg. Nachdem gegen Mengelberg aufgrund seiner Deutschland-freundlichen Haltung während des Krieges in den Niederlanden 1945 ein sechsjähriges Exil verhängt wurde, blieb die Rolle des nunmehr einzigen Chefdirigenten bei van Beinum. Daneben hielt er den gleichen Posten 1948 und 1949 beim London Philharmonic Orchestra.
Bereits in dieser Zeit litt van Beinum an Herzproblemen, so dass sich dieses Orchester einen anderen Dirigenten suchte. Während der Saison 1950/51 konnte er kaum auftreten. Von 1956 bis zu seinem Tode war er auch Musikdirektor des Los Angeles Philharmonic Orchestra. Van Beinum starb 1959 während einer Probe von Brahms’ 1. Sinfonie mit dem Concertgebouw-Orchester an einem Herzinfarkt. Er wurde an seinem Wohnort in dem Dorf Garderen in der Veluwe-Region beigesetzt. Als Nachfolger beim Concertgebouw-Orchester hatte er (nicht offiziell) Bernard Haitink vorgesehen.

## Nachwirken
Beinum war das Gegenteil des eigenwilligen und dominanten Mengelberg. Er respektierte die Orchestermusiker und erlaubte ihnen viele interpretatorische Freiheiten. Sein Stil war sehr objektiv, aber – auch aufgrund seiner meist raschen Tempi – dennoch selten langweilig. Er war der Ansicht, dass sich der Gehalt eines Werkes stärker verdeutliche, wenn man die Musik für sich selbst sprechen lässt und nicht jede Nuance betont. Die großartige Virtuosität des Concertgebouw-Orchesters aus der langen Mengelberg-Phase konnte er halten, erreichte aber darüber hinaus eine außerordentliche Schönheit des Klanges sowie große Natürlichkeit und permanente Spannung des musikalischen Flusses.
Beinums Tonaufnahmen, die zum größten Teil in Mono sind (Philips begann erst 1958 mit Stereo-Aufnahmen), hielten sich noch bis in die sechziger Jahre im Katalog, solange Mono-Abspielgeräte weit verbreitet waren. Später gerieten sie in Vergessenheit, da van Beinum nicht den Ruhm eines historisch bedeutsamen Dirigenten wie Toscanini oder Furtwängler genoss, und wurden im Wesentlichen erst seit den neunziger Jahren auf CD wiederveröffentlicht. Zu seinen bedeutendsten Aufnahmen zählen Orchesterwerke von Johannes Brahms (u. a. alle Sinfonien) und die letzten drei Sinfonien von Anton Bruckner für Philips. Beinum setzte die lange Mahler-Tradition des Concertgebouw-Orchesters mit eigenen Aufnahmen fort. Auch französische Musik (v. a. Berlioz, Debussy, Franck und Ravel) dirigierte er häufig, auch für Tonaufnahmen, daneben viele zeitgenössische niederländische Komponisten, darunter einige in Uraufführungen.

## Auszeichnungen
- 1958: Großes Goldenes Ehrenzeichen für Verdienste um die Republik Österreich[2]
- 1958: Goldmedaille der Internationalen Gustav Mahler Gesellschaft Wien[3]